# David Pinto
David Pinto (nacido en Naguanagua, Venezuela, el 19 de diciembre de 1968) era un exfutbolista internacional de Venezuela en la disciplina del Fútbol sala, se desempeñaba en el terreno de juego como pivote y fue uno de los integrantes de la Selección de fútsal de Venezuela apodada los héroes del 97 gracias al título conseguido de campeón del mundo en el año 1997 en México.

## Trayectoria
En el campeonato mundial de futsal de la FIFUSA México 1997, David Pinto tuvo una destacadísima actuación, siendo el goleador del certamen con 11 dianas y coronándose campeón del mundo en el certamen. También se coronó en cuatro oportunidades con su club, Dragones de Carabobo, en el marco de la Liga Especial Superior de Fútbol de Salón de Venezuela (LESFUTSAL).

## Clubes
| Club                      | País      | Año       |
| ------------------------- | --------- | --------- |
| Club Dragones de Carabobo | Venezuela | 1990-1998 |

## Palmarés
- Liga Especial Superior de Fútbol de Salón de Venezuela (LESFUTSAL) 1993 - Campeón

- Liga Especial Superior de Fútbol de Salón de Venezuela (LESFUTSAL) 1994 - Campeón

- Liga Especial Superior de Fútbol de Salón de Venezuela (LESFUTSAL) 1996 - Campeón

- Campeonato Panamericano de Fútbol de Salón Bogotá 1996 - Campeón

- Liga Especial Superior de Fútbol de Salón de Venezuela (LESFUTSAL) 1997 - Campeón

- Mundial de Fútbol Sala De la AMF 1997 - Campeón

## Actualidad
En la actualidad David Pinto se dedica a la profesión de director técnico en la disciplina del Fútbol sala y actualmente es el asistente técnico de la  Selección de fútbol sala de Venezuela. También tiene una escuela de fútbol sala para niños y jóvenes entre 8 a 16 años , llamada escuela de iniciación David Pinto ubicada en la ciudad de Naguanagua estado Carabobo el cual es dirigida por el profesor Daniel herrera también ex salonista profesional, junto a otros profesores de fútbol sala entre ellos el mismo David Pinto.